# Thorleif Sjøvold
Thorleif Sjøvold, född 27 september 1914 i Oslo, död 2001, var en norsk arkeolog.
Sjøvold blev magister artium 1943 och filosofie doktor 1962. Han blev konservator vid Historisk museum i Bergen 1943 och vid Tromsø Museum 1946. Därefter verkade han vid Universitetet i Oslo, där han blev docent i nordisk arkeologi 1968 och tjänstgjorde som professor från 1971 till 1985.
Sjøvold deltog i utgrävningar i Norge, Sverige och Danmark och författade bland annat The Iron Age Settlement of Arctic Norway (2 band, 1962 och 1974), The Scandinavian Relief Brooches of the Migration Period (1993) samt ett antal artiklar rörande järnåldern.